# Police des garde-frontières (Birmanie)

Drapeau de la police des garde-frontières de la Birmanie.

La police des garde-frontières (birman : နယ်ခြားစောင့်ရဲတပ်ဖွဲ့ ; en abrégé : BGP) est un département de la police birmane, spécialisé dans le contrôle des frontières, la contre-insurrection, le contrôle des foules et les points de contrôle de sécurité dans les zones frontalières et les zones insurgées, la collecte de renseignements dans les zones locales pour contrer l'insurrection et contrer les auteurs dans les zones frontalières, la sécurité intérieure, l'application de la loi dans les zones frontalières et les zones insurgées, et la protection des biens de l'agence dans les zones à risque. La BGP opère dans le nord de l'État de Rakhine et est particulièrement active le long de la frontière entre le Bangladesh et la Birmanie, en raison de l'exode continu des rohingyas fuyant la violence sectaire en Birmanie. En plus de la sécurité des frontières, les BGP sont également responsables de la gestion des points de contrôle et de la documentation des mouvements des rohingyas dans l'État de Rakhine.
En 2017, les insurgés de l'Armée du salut des Rohingya de l'Arakan attaquent à plusieurs reprises les postes de la BGP le long de la frontière entre le Bangladesh et la Birmanie pour se venger des mauvais traitements infligés aux rohingyas par la BGP,,,. En 2024, au moins 264 membres de la police des garde-frontières et de l'armée birmane fuient au Bangladesh suite à des informations faisant état de violents affrontements entre les troupes gouvernementales et l'Armée d'Arakan dans le cadre de la guerre civile en Birmanie.